# Svatá válka (Simpsonovi)
Svatá válka (v anglickém originále Warrin' Priests) je 19. a 20. díl 31. řady (celkem 681. a 682.) amerického animovaného seriálu Simpsonovi. Scénář obou částí napsal Pete Holmes, první část režíroval Bob Anderson a druhou část režíroval Matthew Nastuk. V USA měla první část premiéru 26. dubna 2020 a druhá část 3. května 2020 na televizní stanici Fox a v Česku první část 10. listopadu 2020 a druhá část 17. listopadu 2020 na stanici Prima Cool. Anglický název Warrin' Priests odkazuje na War and Peace, což je anglický název pro dílo Vojna a mír ruského spisovatele Lva Nikolajeviče Tolstého. Jedná se o třetí dvojdíl v historii seriálu a následuje dvojdílům Kdo postřelil pana Burnse? a Velký Phatsby. Tento dvojdíl se skládá z dílů Svatá válka – první část (v anglickém originále Warrin' Priests) a Svatá válka – část druhá (v anglickém originále Warrin' Priests Part 2).

## Děj

### Svatá válka – první část
Kostel ve Springfieldu je během bohoslužby téměř prázdný, a dokonce i sbor má zpoždění. Reverend Lovejoy se pokusí interagovat věřící. Mezitím se ve Springfieldu objeví mladý muž jménem Bode Wright, který se za základě inzerátu Heleny Lovejoyové uchází o místo kněze. Bode je po krátkém rozhovoru s Helenou přijat. Ta mu nabídne, aby u nich bydlel, ale Lovejoy z toho nemá radost.
Při následující bohoslužbě má Lovejoy potíže s hlasivkami. Nahradí jej proto Bode, který zaujme většinu přítomných, a zazpívají si společně píseň „Už z hor zní zvon“ (v originále „Amazing Grace“) – Nedu Flandersovi se však Bodeho moderní metody nelíbí. Během bohoslužby přichází čím dál více lidí na kázání a novému knězi se podařilo do města navrátit víru. Líza a Bode se seznamují, neboť mají hodně společných zájmů – vegetariánství, vědu, buddhismus a jazz. Bode dokonce pomůže vyřešit problémy ve vztahu Homera a Marge.
Rada církve rozhodne o nahrazení Lovejoye nováčkem Bodeem. Reverend Lovejoy a Helena se proto rozhodnou vyrazit do michiganského Traverse City – pokusí se na něj najít nějakou „špínu“ a pomstít se mu. Lovejoyovi se podaří najít novinový článek o velikonočním vyhoštění Bodeho.
Konec dílu obsahuje upoutávku na pokračování.

### Svatá válka – část druhá
Kent Brockman rekapituluje, co se stalo v minulém dílu.
Bode nadále láká do kostela davy lidí – působí na ně odlišnou formou a svým vzhledem. Nedovi se však stýská po tom, jak kostel fungoval dřív. Líze se učení nového kněze i sám kněz zalíbí a Marge ji varuje, že Springfielďané jsou tradičně odmítaví vůči novinkám. Ned vyzve Bodeho k biblické debatě a sám prohraje. Mezitím v Michiganu Lovejoy a Helena navštíví Velkoobchodní megakostel, odkud byl Bode vyhozen. Lovejoy se místního kazatele vyptává na Bodeho a ten jim dá USB disk s důkazem.
Během „Havajské neděle“ v kostele se Lovejoy vrací s tím, co v Michiganu zjistil: Bodeho vyhodili, protože jako 19letý kněz spálil během bohoslužby bibli. Následující úterý Líza moderuje debatu mezi dvěma kněžími, ale Springfielďané Bodemu neodpustí a ten dobrovolně odejde, neboť chtěl lidi spojovat a nedopatřením je naopak rozdělil.
V kostele, ještě než Bode opustí Springfield, se ho Líza zeptá, proč spáchal takový hřích. Vysvětluje, že se snažil lidem předat, že Bůh je v jejich nitru, ne v katedrále nebo v knize. Líza odvětí, že někteří lidé tento podtext prostě nechápou.

## Kritika
Dennis Perkins, kritik The A.V. Clubu, k první části uvedl: „Samotný Holmes [scenárista dvojdílu] dabuje Bodeho, mladého kněze, který brnká na kytaru a který nepřišel do Springfieldu na popud Reverenda Lovejoye (aktéra nekonečných a nudných kázání a defenzivního moralizování), ale přišel díky manželce Heleně (vložila inzerát na Křesťanské listy),“ a ohodnotil díl hodnocením B+.
Tony Sokol, kritik Den of Geek, k druhé části uvedl: „Svatá velká je alegorie. Springfield je Amerika. Většina lidí je zoufalá ze změny, protože se jí zoufale bojí. Epizoda je jasný důkaz pro Simpsonovy v delším formátu. Seriál se stává dobrodružnější, umožňuje více pozorovat detaily, rozvíjí podpůrné osobnosti a umožňuje růst napětí. Skoro se zdálo, že tato epizoda by mohla použít jiný plný segment,“ a dílu dal 4 hvězdičky z 5.